# Phùng (thị trấn)
Phùng là thị trấn huyện lỵ của huyện Đan Phượng, thành phố Hà Nội, Việt Nam.

## Địa lý
Thị trấn Phùng nằm trên quốc lộ 32, cách trung tâm thành phố Hà Nội khoảng 20 km về phía tây bắc, có vị trí địa lý:
- Phía bắc giáp xã Đan Phượng
- Phía nam giáp xã Song Phượng
- Phía tây và tây nam giáp xã Đồng Tháp
- Phía đông tiếp giáp xã Đức Thượng, huyện Hoài Đức.

Thị trấn có diện tích 2,97 km², dân số năm 2002 là 7.613 người, mật độ dân số đạt 2.563 người/km².

## Lịch sử
Thị trấn Phùng được thành lập vào năm 1954 trên cơ sở tách thôn Phượng Trì thuộc xã Đan Phượng.
Ngày 8 tháng 4 năm 2002, Chính phủ ban hành Nghị định 38/2002/NĐ-CP. Theo đó, sáp nhập 123,84 ha diện tích tự nhiên và 2.818 người của xã Đan Phượng, 126,54 ha diện tích tự nhiên và 2.505 người của xã Song Phượng vào thị trấn Phùng.
Sau khi điều chỉnh địa giới hành chính, thị trấn Phùng có 297,02 ha diện tích tự nhiên và 7.613 người.

## Hành chính
Thị trấn Phùng được chia thành 6 khu dân cư: Phan Đình Phùng, Phùng Hưng, Phượng Trì, Nguyễn Thái Học, Tây Sơn, Thụy Ứng.

## Đặc sản
Nem Phùng là đặc sản của khu vực này.